# Sokoły (powiat Gołdapski)
Sokoły (Duits: Sokollen; 1938-1945: Hainholz) is een plaats in het Poolse woiwodschap Ermland-Mazurië, in het district Gołdapski. De plaats maakt deel uit van de stad- en landgemeente Gołdap.